# Dimethylphenylendiamin
Dimethylphenylendiamin (DMPD), genauer N,N-Dimethyl-1,4-phenylendiamin, ist eine chemische Verbindung. Es ist ein Derivat des p-Phenylendiamin.

## Gewinnung und Darstellung
Dimethylphenylendiamin kann durch katalytische Reduktion von p-Nitrodimethylanilin gewonnen werden.

## Eigenschaften
Dimethyl-p-phenylendiamin bildet, wie alle Derivate des p-Phenylendiamins, bei Abgabe eines Elektrons stabile, farbige Semichinondiimin-Radikal-Kationen (Wurster-Rot). Durch weitere Abgabe eines Elektrons und eines Protons entstehen farblose Chinondiimin-Kationen.
Die freie Base ist auch sehr reaktiv gegenüber Oxidation durch Luftsauerstoff. Dabei entstehen tiefbraune bis schwarze hochmolekulare Verbindungen. Die Salze sind weniger empfindlich.

## Verwendung
Dimethylphenylendiamin findet Verwendung als Redoxindikator und Nachweisreagenz (Oxidase-Test) sowie als Zwischenprodukt für Pigmentfarbstoffe.

## Andere Bezeichnungen
- Wurster-Rot nach Casimir Wurster, der es in der Papieranalyse zum Nachweis von Holzschliff verwendete.